# Karen Marie Løwert
Karen Marie Løwert (27 de enero de 1914 – 4 de febrero de 2002) fue una actriz de nacionalidad danesa.

## Biografía
Nacida en Copenhague, su nombre completo era Karen Marie Octavia Daaugaard Løwert, y era hermana de la actriz Lis Løwert. En sus inicios fue bailarina del Pantomimeteatret de los Jardines Tivoli.
Su debut como actriz se produjo en 1933 en el Apolloteatret. A partir de entonces actuó en varios teatros de Copenhague y participó en giras por Alemania, Noruega y Suecia. Además, fue actriz invitada del Aarhus Teater, el Odense Teater y el Aalborg Teater. En 1952 se sumó al Allé Scenen, y durante varios años fue directora en el Aalborg Teater y el Det ny Scala.
En 1947 se casó con el actor Arne Weel.
Karen Marie Løwert falleció en el año 2002.

## Filmografía (selección)
- 1937 : Det begyndte ombord
- 1938 : Livet på Hegnsgaard
- 1939 : Genboerne
- 1941 : Gå med mig hjem
- 1942 : Når bønder elsker
- 1942 : Frøken Vildkat
- 1942 : Ta' briller på
- 1944 : Teatertosset
- 1946 : Så mødes vi hos Tove
- 1950 : De røde heste
- 1950 : Café Paradis
- 1957 : Skovridergården
- 1958 : Wir Wunderkinder
- 1959 : Onkel Bill fra New York
- 1960 : Frihedens pris
- 1960 : Gymnasiepigen
- 1964 : Premiere i helvede
- 1966 : Der var engang en krig
- 1969 : Der kom en soldat
- 1981 : Slingrevalsen
- 1984 : Min farmors hus